# Castellà
|  | Aquest article tracta sobre l'idioma. Si cerqueu el governador d'un castell, vegeu «castlà». |

El castellà o espanyol és una llengua romànica parlada principalment a l'Estat Espanyol i al continent americà. Prové de l'evolució del llatí vulgar a la regió nord-central de la península Ibèrica. Presenta un superestrat lèxic de l'àrab i les llengües ameríndies i incorpora també influències del basc, d'altres llengües romàniques (francès, català) així com de l'anglès.
És la segona llengua materna més parlada al món, després del xinès mandarí. És la segona llengua més estudiada al món com a segona llengua, després de l'anglès. És una de les llengües oficials de l'Organització de les Nacions Unides.
També és una de les llengües oficials de la Unió Europea, de l'Organització d'Estats Americans i de la Unió Africana. La majoria dels parlants es troben a l'Hemisferi Occidental, Europa i els territoris espanyols de l'Àfrica (Illes Canàries, Ceuta i Melilla). Amb més de 100 milions d'habitants, Mèxic conté la població de parla castellana més gran del món. Les següents quatre poblacions més grans de parla castellana resideixen a Colòmbia (48 milions), Espanya (46 milions), els Estats Units (40 milions) i l'Argentina (39 milions).
El castellà és la llengua oficial de 21 estats: Argentina, Bolívia (cooficial amb el quítxua i l'aimara), Colòmbia, Costa Rica, Cuba, Espanya (cooficial en algunes comunitats autònomes amb el català, el gallec, el basc i l'occità), l'Equador, El Salvador, Guinea Equatorial (cooficial amb el francès i el portuguès), Guatemala, Hondures, Mèxic, Nicaragua, Panamà, Paraguai (cooficial amb el guaraní), el Perú (cooficial amb el quítxua i l'aimara), República Dominicana, Sàhara Occidental (cooficial amb l'àrab), Uruguai, Veneçuela i Xile.
Als Estats Units només és cooficial a l'estat de Nou Mèxic i al territori de Puerto Rico.

## Història

Mapa cronològic que mostra l'evolució territorial de les llengües del sud-oest d'Europa entre les que apareix el castellà.

La llengua castellana es va desenvolupar a la regió nord-central de la península Ibèrica, a partir del llatí vulgar, amb possible influència de les llengües cèltiques i del basc. Algunes característiques del castellà inclouen la lenició (llatí: vita, castellà: vida), la palatalització (llatí: annum, castellà: año), i diftongació de les vocals breus e/o del llatí vulgar (llatí: terra, castellà: tierra; llatí: novum, castellà: nuevo); alguns d'aquests canvis fonològics es troben en altres llengües romàniques.
Durant la reconquesta, aquest dialecte del nord es va estendre cap al sud i a altres regions de la península Ibèrica.
El primer diccionari llatí-castellà (Lexicon hoc est Dictionarium ex sermone latino in hispaniensem), es va publicar a Salamanca el 1492 per Elio Antonio de Nebrija. El mateix any el propi Nebrija va publicar també la seva Gramática de la lengua castellana, una de les primeres gramàtiques d'una llengua vulgar publicades a Europa. Després del segle xvi, la llengua es va portar a Amèrica i algunes regions de l'Àsia per la colonització espanyola. Al segle xx, es va portar a la Guinea Equatorial i al Sàhara Occidental.

## Distribució geogràfica
L'espanyol o castellà és la llengua oficial de divuit països a Amèrica, a més d'Espanya i Guinea Equatorial, però es parla en altres zones del món.

### Amèrica
La majoria dels hispanoparlants es troben en Hispanoamèrica. Mèxic és el país amb el major nombre més gran de parlants (gairebé una quarta part del total). Amb una denominació o altra, és la llengua oficial de Bolívia. És cooficial amb «tots els idiomes de les nacions i pobles indígenes camperols autòctons», Colòmbia (juntament amb les llengües i dialectes els grups ètnics als seus territoris), Costa Rica, Cuba, A l'Equador, en un document del tribunal constitucional queda recollit:
| « | «El castellà és l'idioma oficial de l'Equador; el castellà, el kichwa i el shuar són idiomes oficials de relació intercultural. Els altres idiomes ancestrals són d'ús oficial per als pobles indígenes en les zones on habiten i en els termes que fixa la llei. L'Estat respectarà i estimularà la seva conservació i ús» | » |

 També al Salvador, Guatemala, i Hondures. La constitució de Nicaragua, estableix a més que: 
| « | «les llengües de les Comunitats de la Costa Atlàntica de Nicaragua també atendran l'ús oficial en els casos que estableixi la llei » | » |

 També a Panamà, i al Paraguai, on és cooficial amb el guaraní, ja que aquest és l'idioma més parlat al Paraguai per nombre de parlants nadius. Al Perú és cooficial amb el quítxua, l'aimara i altres llengües indígenes allà on aquestes predominen, i a Veneçuela la Constitució estableix que:
| « | «Els idiomes indígenes també són d'ús oficial per als pobles indígenes i han de ser respectats a tot el territori de la República, per constituir patrimoni cultural de la Nació i de la humanitat» | » |

 No tenen reconeixement de llengua oficial altres països llatinoamericans on és una llengua parlada: Argentina, Xile, Puerto Rico, República Dominicana, Uruguai, i a Mèxic, on és oficial de facto; no existeix una declaració constitucional com a llengua oficial. La Llei General de Drets Lingüístics dels Pobles Indígenes assenyala que totes les llengües indígenes que es parlin són llengües nacionals i igualment vàlides en tot el territori nacional. A Puerto Rico, segons els successius plebiscits de l'estatus polític del país, que se sumaven a l'establert per la Constitució de 1952, es va establir el següent:
| « | «és la garantia permanent de ciutadania americana, els nostres dos idiomes, himnes i banderes». | » |

#### L'Amèrica no hispanoparlant

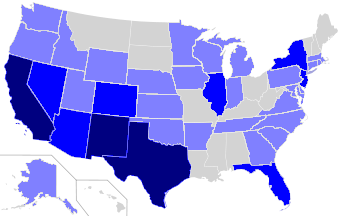
Coneixement del castellà als Estats Units:
30% - 35%
20 - 25%
10% - 20%
Menys del 10%

Hi ha una realitat lingüística singular als Estats Units a causa de l'avenç progressiu del bilingüisme, especialment en ciutats cosmopolites com Nova York, Los Angeles, Chicago, Miami, Houston, San Antonio, Denver, Baltimore, i Seattle. En l'estat de Nou Mèxic el castellà s'utilitza fins i tot en l'administració estatal, encara que aquest estat no té cap llengua oficial establerta a la constitució. El castellà neomexicà es remunta als temps de la colonització espanyola en el segle xvi i conserva nombrosos arcaismes. El castellà té una llarga història als Estats Units, molts estats i accidents geogràfics van ser nominats en aquesta llengua, i s'ha enfortit per la immigració procedent de la resta d'Amèrica. Els Estats Units és el segon país amb major nombre d'hispanoparlants.
El castellà s'ha tornat important al Brasil a causa de la proximitat i el comerç creixent amb els seus veïns hispanoamericans, per exemple, com a membre de Mercosur. El 2005, el Congrés Nacional del Brasil va aprovar el decret, signat pel president, conegut com a llei de l'espanyol, que l'ofereix com a llengua d'ensenyament en els col·legis i liceus del país. En moltes ciutats frontereres, especialment amb l'Argentina i l'Uruguai, es parla una llengua mixta anomenada portuñol.
El castellà no té reconeixement oficial a l'antiga colònia britànica de Belize. No obstant això, d'acord amb un cens de l'any 2000, el 52,1% de la població parla castellà "molt bé". Es parla principalment pels descendents hispans que han habitat la regió des del segle xvii. Tanmateix, l'anglès roman com l'única llengua oficial. A l'illa caribenya d'Aruba, el parla gran quantitat de persones. Per contra, a les veïnes Curazao i Bonaire, el parla una minoria. A causa de la proximitat amb Veneçuela, en les tres illes es reben mitjans de comunicació en castellà, principalment canals televisius, a causa dels estrets vincles comercials i la importància del turisme hispanoparlant. En els darrers anys, es va introduir l'ensenyament bàsic obligatori del castellà a les escoles, encara que sense caràcter oficial (les úniques llengües oficials d'Aruba i les Antilles Holandeses, fins ara són el neerlandès i el papiamento). Finalment, el castellà no és l'idioma oficial d'Haití. Encara que el seu idioma oficial és el francès, el crioll haitià és àmpliament parlat. Prop de la frontera amb la veïna República Dominicana el castellà bàsic és comprès i parlat col·loquialment.

### Europa

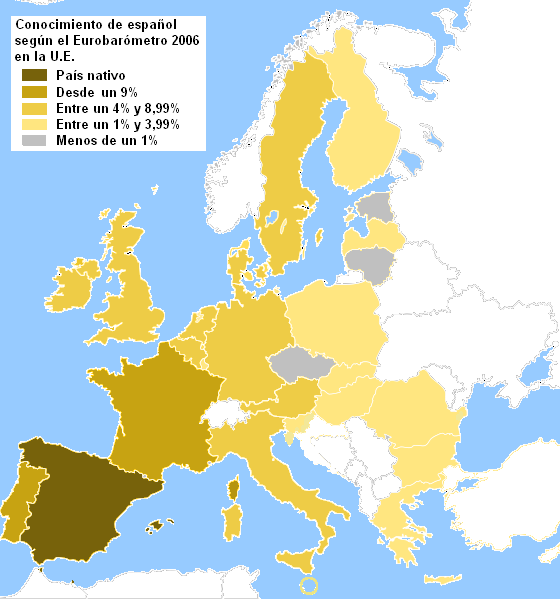
Coneixement del castellà a la Unió Europea

El castellà és llengua oficial d'Espanya. També es parla a Gibraltar, i a Andorra, on és la llengua materna majoritària a causa de la immigració, però no és la llengua pròpia i oficial com sí que ho és el català. També s'utilitza en petites comunitats en altres països europeus, principalment al Regne Unit, França, Alemanya i Suïssa, on és la llengua materna de l'1,7% de la població, cosa que la situa com la llengua minoritària més parlada en aquest país per darrere de tres de les quatre llengües oficials. A Rússia el 2008, es va crear un canal de TV 24 hores en castellà sota el nom de Rusia Hoy. A Gibraltar opera la GBC (Gibraltar Broadcasting Corporation) en castellà i anglès.
El castellà és una de les llengües oficials de la Unió Europea, i gairebé 19 milions d'europeus majors de 15 anys parlen castellà fora d'Espanya a la UE, comptant amb els que l'han après correctament com a llengua estrangera.

### Àsia
El cas de les Filipines, antiga colònia espanyola, és bastant atípic, ja que a diferència d'altres països hispans, no va aconseguir la seva independència després dels seus moviments revolucionaris del segle xix. Per contra, i a causa de la intervenció nord-americana, Filipines va passar a ser colònia dels EUA a partir de 1899. Des d'aleshores, les seves autoritats van seguir una política de deshispanització del país i d'imposició de l'anglès. Malgrat que a les Filipines hi havia entre un 10%-15% (unes 900.000 persones) de castellanoparlants a principis del segle xx, i que la primera constitució promulgada el 1899 tenia establert el castellà com a llengua oficial, les autoritats nord-americanes van imposar progressivament l'ús de l'anglès, especialment després de la guerra filipinoamericana que va delmar la burgesia urbana hispanoparlant. El castellà va perdre el seu estatus oficial el 1987, durant l'administració de Corazón Aquino. No obstant això, la presidenta Gloria Macapagal-Arroyo va anunciar el 2007, durant la seva visita oficial a Espanya, que la llengua castellana serà novament obligatòria en el currículum escolar. Posteriorment, el Govern de les Filipines va confirmar que el castellà s'incorporarà en l'ensenyament secundari a mitjans del 2009. El 2009, l'acadèmica i presidenta filipina Gloria Macapagal ha estat guardonada amb el Premi Internacional Don Quixot 2009, que reconeix la iniciativa educativa de la República de les Filipines d'introduir la llengua castellana en els plans d'estudi nacionals, i amplia l'àrea de col·laboració política, institucional i econòmica que es desenvolupa en llengua castellana.
La cadena de televisió de la Xina CCTV (China Central Television) l'octubre de 2007 va començar a emetre un canal de TV només en castellà (CCTV-E).

### Àfrica
El castellà és la llengua oficial, i més parlada, de Guinea Equatorial. També es parla a les ciutats espanyoles a l'Àfrica del Nord (Ceuta i Melilla) i en la comunitat autònoma de les Illes Canàries (143.000 i 2.032.833 persones, respectivament).
A Tinduf, Algèria, hi ha uns 200.000 refugiats sahrauís que poden llegir i escriure la llengua, i milers d'ells van rebre educació universitària oferta per Cuba i Espanya.
Dins del Marroc septentrional, antic protectorat espanyol que està a prop d'Espanya, aproximadament unes 20.000 persones parlen castellà com a llengua materna. Altres llocs on el castellà té presència és Luena, a Angola per la presència de l'exèrcit cubà.
Recentment la ciutat gabonesa de Cocobeach mitjançant un comú acord amb Guinea Equatorial es va fer binacional, per la qual cosa se li va donar estatus d'oficialitat a la llengua castellana.
A més, és parlat per les comunitats equatoguineanes que van fugir durant la dictadura de Francisco Macías Nguema, i que ara es troben en països com Gabon, Camerun i Nigèria.

### Oceania
Entre els països i territoris a Oceania, el castellà es parla a l'illa de Pasqua, territori de Xile. A més, i d'acord amb el cens de 2001, hi ha 93.593 hispanoparlants a Austràlia, i en el cens de 2006, es va elevar a 98.001; la majoria viuen a Sydney. A Nova Zelanda, el cens de 2001 va registrar un total de 14.676 hispanoparlants. En el cens de 2006, la xifra va augmentar a 21.645.
Les nacions de Guam, Palau, Mariannes del Nord, Illes Marshall i els Estats Federats de Micronèsia van tenir castellanoparlants, ja que van ser colònies espanyoles fins a 1898.

## Estimació del nombre dels que el parlen per país
La següent taula d'hispanoparlants s'ha elaborat en funció de percentatges i conceptes (nadius, no nadius amb competència major o menor de l'idioma i aprenents) realitzats per l'estudi "El valor econòmic de l'espanyol", però incorporant les estimacions actualitzades dels censos de cada país o, en defecte, la font poblacional és de Nacions Unides per al 2009. També s'incorpora una estimació més actualitzada d'estudiants de castellà de 17,8 milions, per 14 que figura en l'esmentat estudi.
L'estudi "El valor econòmic de l'espanyol" es va centrar sobre parlants de castellà basant-se en dades de població entre 2000 i 2005. El resultat va ser d'un total de gairebé 440 milions. Uns 400 milions de parlants eren nadius d'espanyol (359.461.000 on el castellà és oficial, més altres 40.520.000 on no ho és), 23.138.000 milions de parlants no nadius (entre els que s'utilitzen les dades de l'Eurobaròmetre per a la UE), a més considera l'estimació de l'Instituto Cervantes de 14 milions d'estudiants d'espanyol en el món, i finalment, 1.860.000 estrangers amb competència limitada d'espanyol, en els països amb l'espanyol oficial. També es diu en aquest informe que, sense ser tan rigorosos en l'anàlisi, la població hispanoparlant podria estar en el llindar dels 500 milions. Per exemple, la dada de població de Mèxic, Espanya o Veneçuela són del cens del 2001, i no estimacions censals del 2008 basades en el cens del 2001, com s'ha utilitzat en la taula que aquí es presenta.
- A les files amb color més fosc de fons, figuren els països amb castellà oficial. A la primera columna figuren estimacions de la població actualitzada de cada país. L'estimació dels parlants com a llengua materna s'ha calculat en funció dels percentatges de l'Annex: Parlants d'espanyol com a llengua materna en el 2003 (segons el Britannica Book). L'estimació dels parlants nadius (com a primera llengua en el món i segona llengua en països amb l'espanyol oficial), s'ha calculat en funció dels percentatges de l'estudi de la Demografia de la llengua espanyola.

- A les files amb color fons blanc, figuren els països amb espanyol no oficial, on es parla castellà com a llengua materna pels hispans que hi han emigrat i pels parlants d'espanyol com a llengua estrangera. Els parlants d'espanyol com a llengua estrangera a la UE (com a primera llengua apresa a la penúltima columna, i com a primera i segona en l'última) figuren a l'Eurobaròmetre (2006),[39] amb els que són capaços de mantenir una conversa en espanyol. Les xifres d'estudiants figura en l'Annex: Estudiants i parlants de castellà, segons l'Anuari de l'Instituto Cervantes.[58]

| Per ordre alfabètic | Per nombre de parlants |
| --- | --- |
| 1. Alemanya (410.000) 2. Andorra (40.000) 3. Argentina (41.248.000) 4. Aruba (105.000) 5. Austràlia (150.000) 6. Belize (130.000) 7. Bolívia (7.010.000) 8. Brasil (19.700.000) 9. Canadà (272.000) 10. Colòmbia (45.600.000) 11. Corea del Sud (90.000) 12. Costa Rica (4.220.000) 13. Cuba (11.285.000) 14. Curaçao (112.450) 15. El Salvador (6.859.000) 16. Equador (10.946.000) 17. Espanya (40.000.000) 18. Estats Units d'Amèrica (41.000.000) 19. Filipines (2.900.000) 20. França (2.100.000) 21. Guatemala (8.163.000) 22. Guinea Equatorial (447.000) 23. Guyana (198.000) 24. Haití (1.650.000) 25. Hondures (7.267.000) 26. Israel (160.000) 27. Itàlia (455.000) 28. Japó (500.000) 29. Marroc (960.706) 30. Mèxic (106.255.000) 31. Nicaragua (5.503.000) 32. Nova Zelanda (26.100) 33. Països Baixos (17.600) 34. Panamà (3.108.000) 35. Paraguai (4.737.000) 36. Perú (26.152.265) 37. Portugal (1.750.000) 38. Puerto Rico (4.017.000) 39. Regne Unit (900.000) 40. República Dominicana (8.850.000) 41. Rússia (1.200.000) 42. Sàhara Occidental (34.000) 43. Suècia (39.700) 44. Suïssa (172.000) 45. Trinitat i Tobago (32.200) 46. Turquia (29.500) 47. Uruguai (3.442.000) 48. Veneçuela (26.021.000) 49. Xile (15.795.000) 50. Xina (250.000) | 1. Mèxic (106.255.000) 2. Colòmbia (44.400.000) 3. Argentina (41.248.000) 4. Estats Units d'Amèrica (41.248.000) 5. Espanya (40.000.000) 6. Perú (26.152.265) 7. Veneçuela (26.021.000) 8. Brasil (19.700.000) 9. Xile (15.795.000) 10. Cuba (11.285.000) 11. Equador (10.946.000) 12. República Dominicana (8.850.000) 13. Guatemala (8.163.000) 14. Hondures (7.267.000) 15. Bolívia (7.010.000) 16. El Salvador (6.859.000) 17. Nicaragua (5.503.000) 18. Paraguai (4.737.000) 19. Costa Rica (4.220.000) 20. Puerto Rico (4.017.000) 21. Uruguai (3.442.000) 22. Panamà (3.108.000) 23. Filipines (2.900.000) 24. França (2.100.000) 25. Portugal (1.750.000) 26. Haití (1.650.000) 27. Rússia (1.200.000) 28. Marroc (960.706) 29. Regne Unit (900.000) 30. Japó (500.000) 31. Itàlia (455.000) 32. Guinea Equatorial (447.000) 33. Alemanya (410.000) 34. Sàhara Occidental (34.000) 35. Canadà (272.000) 36. Xina (250.000) 37. Guyana (198.000) 38. Suïssa (172.000) 39. Israel (160.000) 40. Austràlia (150.000) 41. Belize (130.000) 42. Curaçao (112.450) 43. Aruba (105.000) 44. Corea del Sud (90.000) 45. Andorra (40.000) 46. Suècia (39.700) 47. Trinitat i Tobago (32.200) 48. Turquia (29.500) 49. Nova Zelanda (26.100) 50. Països Baixos (17.600) |

## Fonologia
Taula de fonemes consonàntics:
|           | Labial | Dental | Alveolar | Postalveolar | Palatal | Velar |
| --------- | ------ | ------ | -------- | ------------ | ------- | ----- |
| Nasal     | m      |        | n        |              | ɲ       |       |
| Oclusiva  | p b    | t d    |          |              |         | k ɡ   |
| Africada  |        |        |          | tʃ           |         |       |
| Fricativa | f      | (θ)    | s        |              |         | x     |
| Vibrant   |        |        | ɾ r      |              |         |       |
| Lateral   |        |        | l        |              | (ʎ)     |       |

El sistema consonant del castellà va sofrir canvis importants que el van separar de la resta de les llengües ibèriques:
- La /f/ inicial va evolucionar a una /h/ suau, so que es va perdre després, encara que a l'ortografia es conserva ("facer" → "hacer")
- La consonant /b/ i la /v/ tenen el mateix so bilabial oclusiu o fricatiu, encara que l'ortografia conserva la diferència històrica.
- La consonant sonora alveolar fricativa /z/ (que s'escrivia "s" entre dues vocals com el català actual), es va convertir en alveolar fricativa sorda /s/ (que s'escrivia "ss" entre dues vocals, com el català actual). Avui en dia, en castellà s'escriu només "s", i el so és com la "ss" catalana.
- L'africada postalveolar sonora /dz/ (que s'escrivia "z" amb el mateix so que la z catalana), es va convertir en sorda (/ts/), (com ho eren la "ç", "ce", "ci" del castellà antic), i aquest so /ts/ es va convertir al nord d'Espanya en la consonant interdental /θ/, (que ara s'escriu "z", "ce", "ci"), però al sud d'Espanya i a Llatinoamèrica es va convertir en el so /s/.
- La fricativa postalveolar sonora /ʒ/ (que s'escrivia "j, "ge", "gi", i que es pronunciava com en el català actual), es va unir amb la sorda /ʃ/ (que s'escrivia "x", i que es pronunciava com la x en el català actual de la paraula "això"). Posteriorment, va evolucionar a /x/ (so similar a la /h/ però amb més força, inexistent en el català, i que en el castellà actual s'escriu "j", "ge", "gi").

No obstant això, la pronunciació antiga del castellà s'ha preservat en la llengua sefardita, coneguda com a "ladino", que és parlada pels descendents dels jueus sefardites que van ser expulsats d'Espanya el segle xv.

## Gramàtica
El castellà és una llengua flexiva en la morfologia. Té categories variables, que són el verb, el nom, el determinant, el pronom i l'adjectiu i d'altres invariables com la preposició, la conjunció i l'adverbi. El seu paradigma està format per dos gèneres (masculí i femení) i dos nombres (singular i plural) si bé en determinats mots queden restes d'un model més complex (com el gènere neutre d'alguns pronoms o paraules com "ambos").
La conjugació verbal es basa en tres models, marcats per la terminació de l'infinitiu (-ar, -er, -ir), que adopten diferents terminacions segons el temps i el mode (indicatiu, subjuntiu i imperatiu). Els verbs presenten major varietat que altres llengües molt parlades com l'anglès però quantitativament amb menys irregularitats que idiomes veïns com el català.
L'ordre canònic de la frase és subjecte-verb-complement (és per tant una llengua SVO) però el castellà admet força varietat en la posició dels elements per denotar èmfasi o per qüestions estilístiques. És el verb l'element que marca la funció sintàctica de la resta, tant per col·locació com per sentit, ja que el castellà no té casos gramaticals que indiquin el paper dels diferents sintagmes.

## Lèxic
El 94% del lèxic de l'espanyol es considera patrimonial, és a dir, evolucionat directament del llatí, mentre que la resta són manlleus d'altres llengües. Aquests idiomes d'influència han anat variant històricament: al segle ix predominaven els arabismes, al XVI els italianismes i al XX els anglicismes, segons l'idioma de prestigi de cada època i els contactes entre cultures. A més hi ha una petita part del lèxic compost per paraules d'origen japonès, anomenades japonismes.

## Variacions dialectals
Existeixen variacions dialectals (fonològiques, gramaticals, lèxiques) en el castellà parlat a les diverses regions de la península Ibèrica i a les diverses àrees castellanoparlants d'Amèrica.
La varietat amb més parlants és el castellà mexicà, que seria parlat per una cinquena part de tots els parlants de castellà al món. Una de les seves característiques principals és la reducció o pèrdua d'algunes vocals àtones, especialment en contacte amb -s en coda sil·làbica.
A Espanya, els dialectes septentrionals se solen considerar més propers a l'estàndard oral, encara que els dialectes meridionals han rebut creixent acceptació als mitjans durant l'últim mig segle.
El parlar de Madrid, que té alguns trets específicament meridionals, com el yeismo i l'aspiració de les -s en coda sil·làbica, se sol considerar a la pràctica com la varietat oral estàndard en el cine i la televisió.

### Fonologia
Entre les divergències en aquest aspecte tenim aquestes grans divisions:
- La diferenciació històrica entre /s/ (sibilant alveolar sorda) i /θ/ (fricativa interdental sorda) només es conserva a la part septentrional de la península Ibèrica, aproximadament fins a Toledo. A tota Amèrica, Canàries, i la part meridional d'Espanya aquests dos fonemes van confondre's en un de sol (a Andalusia ja al segle xv), que va resultar /s/ a tot arreu (dit seseo), excepte en una part d'Andalusia Oriental on la fusió va ser a favor de /θ/ (dit ceceo). El seseo és majoritari entre els parlants actuals de castellà al món.

- La diferenciació històrica entre /ʝ/ (fricativa palatal sonora) i /ʎ/ (lateral palatal) solament es conserva en algunes zones de la península Ibèrica (Galícia, Castella i Lleó, País Basc, Navarra, Aragó, part de Catalunya, País Valencià), i a tota la zona andina i central d'Amèrica del Sud (part de Colòmbia, Equador, el Perú, Bolívia, Paraguay). Especialment en zones bilingües on l'altra llengua manté aquesta distinció, per exemple: gallec, basc, alguns dialectes del català, i algunes llengües ameríndies com el quítxua, l'aimara o el guaraní. La confusió dels dos sons, l'anomenat yeísmo, és majoritari entre els parlants actuals de castellà al món. A les varietats que han confós els dos fonemes, el so exacte varia entre una semiconsonant [j], o una fricativa palatal sonora [ʝ] (en castellà de Madrid, que alterna amb una africada palatal [dʝ] en posició inicial o rere consonant), fins a una fricativa postalveolar sonora [ʒ] (a la major part de l'hemisferi sud), o una fricativa postalveolar sorda [ʃ] (en riuplatenc).

- L'aspiració de les -s finals o en coda sil·làbica, que apareix a Andalusia, Canàries, i al Carib.

- La realització del fonema fricatiu velar sord /x/, que apareix amb una pronunciació més relaxada [h] a Andalusia, Canàries, i al Carib.

- La realització del fonema africat postalveolar sord /tʃ/, que apareix com una dental palatalitzada [tʲ] a Canàries, i apareix desafricat [ʃ] a part d'Andalusia i a tot el Carib.

- La neutralització de vocals àtones finals (realitzades com vocals centrals laxes [ə] o amb arrodoniment [ɵ]), que apareix a Mèxic i a l'altiplà dels Andes.

### Gramàtica

#### Pronoms personals
La diferència més important són els diferents sistemes de pronoms personals de 2a persona singular (tú/vos/usted) i plural (vosotros/ustedes).
El castellà té tres pronoms personals de la segona persona del singular: tú, usted i vos. Tú i vos són informals a les respectives zones on es fan servir. Antigament a Espanya vos era molt formal. Usted és gairebé universalment formal, amb excepció de part de Colòmbia. En canvi el voseo, l'ús del pronom Vos en comptes de tú, és general a l'Argentina, Guatemala, Hondures, El Salvador, Nicaragua, Costa Rica, l'Equador, el Paraguai, l'Uruguai, Antioquia, l'Eix cafeter, Zulia i en certes zones d'Espanya (Galícia).
El castellà té dos pronoms personals per a la segona persona del plural: vosotros i ustedes. A Espanya, ambdues formes són utilitzades, la primera és informal i la segona és formal. A Llatinoamèrica i la major part de Canàries, només s'utilitza ustedes formalment i informalment, vosotros és considerat molt arcaic. A Andalusia occidental de vegades es combina ustedes amb conjugació de la segona persona del plural: "Ustedes cantáis".

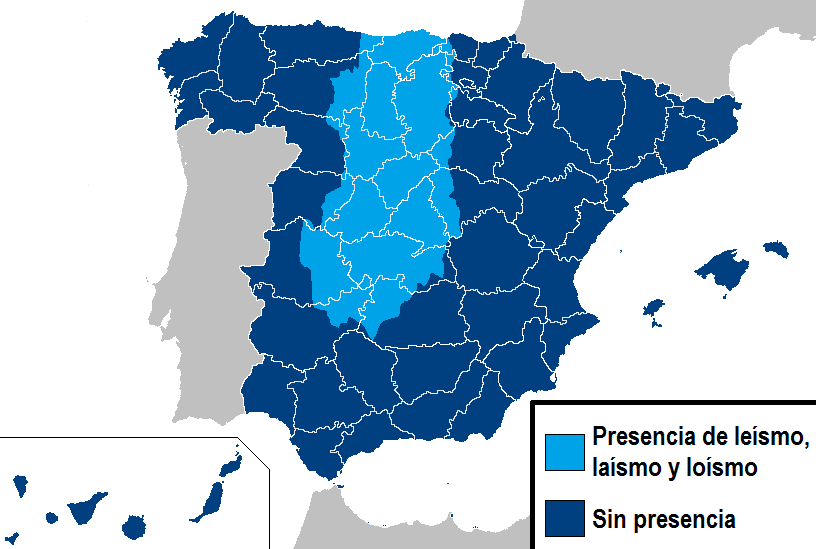
Presència de leísmo, laísmo i loísmo a l'estat espanyol.

En algunes parts de l'Espanya septentrional hi ha desviacions de l'estàndard en l'ús dels pronoms febles de tercera persona per a objecte directe o indirecte per a persones (laísmo, leísmo).
- laísmo: ús del pronom la per objecte indirecte de persona femenina; exemple: Yo la dije que... (a ella) (l'ús estàndard seria amb el pronom le sense marca de gènere)
- leísmo: ús del pronom le per objecte directe de persona masculina; exemple: Yo le despedí (a él) (l'ús considerat més estàndard seria amb el pronom lo masculí, encara que l'ús amb le es tolera quan l'objecte és una persona)

#### Conjugació
La conjugació de la segona persona del singular difereix força a les diferents regions de parla castellana. Aquestes són algunes formes per a dir "tu parles", utilitzant el pronom que es considera informal a les següents regions o països:
- Espanya i Mèxic: Tú hablas
- Argentina i Amèrica Central: Vos hablás
- Uruguai: Vos hablás, tú hablás
- Colòmbia: Tú hablas, Usted habla, sumercé habla, vos hablás
- Zulia: Vos habláis
- Equador (Regió Andina): Vos hablas, vos habláis
- Xile: Tú hablas, tú hablái, vo' hablái (amb la essa de "vos" aspirada)

Una altra diferència és l'ús del pretèrit perfet (yo he viajado) que era comú a la major part d'Espanya (en franca regressió), referit a un fet recent, quan a Llatinoamèrica s'usa el passat simple (yo viajé).

### Lèxic
Algunes paraules poden tenir usos molt diferents segons els països de parla castellana. Gràcies a l'hegemonia en la indústria editorial la majoria de formes específiques de la península Ibèrica són generalment conegudes arreu, en canvi moltes formes americanes no són reconegudes de la mateixa manera a Europa.
Per exemple les paraules espanyoles mantequilla, aguacate, albaricoque corresponen a manteca, palta, damasco respectivament a l'Argentina, Xile (excepte manteca), Paraguay, el Perú (excepte manteca, damasco), i Uruguay.
Les paraules comuníssimes espanyoles coger, pisar, concha es consideren extremadament grolleres en algunes parts d'Amèrica Llatina, on coger i pisar volen dir fotre, cardar, mantenir relacions sexuals i concha vol dir cony.
La innocent paraula espanyola pinche (ajudant de cuiner) també és una obscenitat a Mèxic, mentre que a Nicaragua només vol dir que punxa. En castellà d'Espanya taco pot voler dir paraulota o peça de fusta, a Xile vol dir embussament de trànsit, a l'Argentina i el Perú vol dir tacó (d'una sabata), a Mèxic és una mena d'entrepà fet amb un pa pla de panís.
Hi ha una xicoteta part del lèxic compost per paraules d'origen japonès, anomenades japonismes.

## Els termes espanyol i castellà

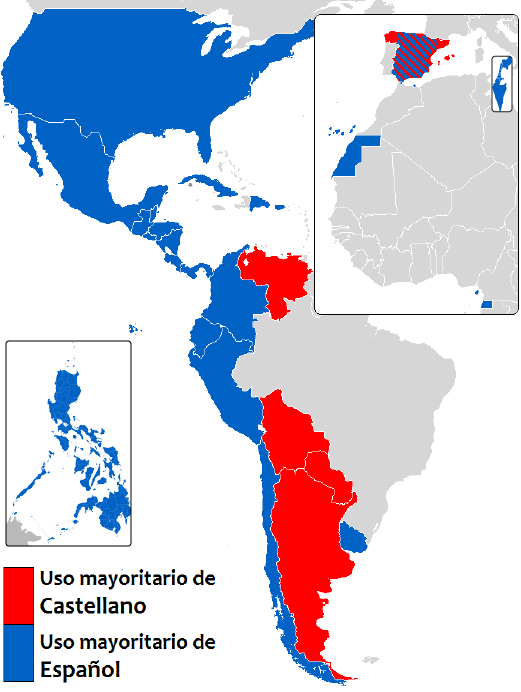
Mapa de l'ús de les denominacions "castellà" i "espanyol" al món.

La llengua té dos noms, i l'un o l'altre és més freqüent segons situació o país. Internacionalment i fora del món castellanoparlant, un terme equivalent de l'espanyol és més utilitzat. Per contra, el terme castellà (o similar, segons la llengua) és molt utilitzat per marcar el contrast amb altres llengües de l'estat espanyol. A Amèrica español sembla més utilitzat, també fora i dins el món castellanoparlant (Iberoamèrica), però castellano lidera la freqüència a Veneçuela, Bolívia, el Paraguai i l'Argentina.
El debat al voltant del nom de la llengua, espanyol i castellà, rau en si resulta més apropiat anomenar la llengua que es parla a Hispanoamèrica, a Espanya i a altres zones, «espanyol» o «castellà», o bé si ambdues són formes perfectament sinònimes i acceptables, que és l'actual criteri que predomina a l'àmbit acadèmic.
Com moltes de les controvèrsies relacionades amb la denominació d'una llengua identificable amb un determinat territori (espanyol amb Espanya, i castellà amb Castella), o que porta aparellada una ideologia o un passat històric que provoca rebuig, o que implica una lluita en favor d'una denominació única per facilitar la seva identificació internacional i la localització de les produccions en aquesta llengua (per exemple, en xarxes informàtiques), la controvèrsia és d'arrel ideològica, política i econòmica.
Des del punt de vista estrictament lingüístic, no hi ha preferències per una denominació o una altra. La ciència lingüística, sempre que no actuï ideològicament, es limita a estudiar i caracteritzar la complexitat dels sistemes lingüístics interrelacionats que componen un diasistema o llengua històrica, entesa com un conjunt més o menys complex de varietats geolectals, sociolectals i funcionals, variables al seu torn al llarg del temps, i també des del vessant terminològic, en què es recullen i estudien els diversos usos anomenem d'una llengua o família de varietats. Per a la lingüística, doncs, ambdós termes són vàlids a l'hora de designar el diasistema de la llengua històrica anomenada popularment i oficialment castellana o espanyola.
En l'àmbit normatiu prescriptiu, segons la normativa establerta per als principals organismes de política lingüística de l'àrea hispanoparlant pel que fa a la codificació de l'estàndard idiomàtic (Real Academia Española i Asociación de Academias de la Lengua Española), castellà i espanyol són termes sinònims, encara que el Diccionario Panhispánico de Dudas, obra de caràcter normatiu actualment vigent recomana no obstant la denominació d'«idioma espanyol» per ser la usada generalment en altres idiomes (Spanish, Spanisch, spaans, spagnolo, etc., encara que també es diu castelán, castelhano, castellà, castigliano, castillian, etc.). Per contra, des del punt de vista jurídic s'ha optat per altres solucions. Per exemple l'article 3 de la Constitució espanyola afirma que «el castellà és la llengua espanyola oficial de l'Estat».